# Wilhelm Waldeck (Bürgermeister)
Philipp Gottfried Wilhelm Ludwig Waldeck (* 21. November 1776 in Korbach; † 3. März 1827 in Wolfenbüttel) war ein deutscher Bürgermeister und Richter.

## Leben
Waldeck stammte in siebter Generation von Franz von Waldeck und Anna Polmann ab. Sein Vater Carl Wilhelm Waldeck (* 9. September 1736 in Korbach; † 28./29. März 1814 ebenda) war Geheimer Hofrat und Hauseigentümer in Korbach. Die Mutter war Friederike Maria geborene Leonhardi (getauft 21. März 1745 in Mengeringhausen; † 25. Februar 1805 in Korbach), die Tochter des Hofrates, Landstandes und Geheimen Kabinettssekretärs Fran(t)z Adolf Leonhardi (1717–60). Er heiratete am 25. März 1799 in Korbach Christine Wilhelmine Luise Dorothea Wigand (* 22. April 1780 in Korbach; † 8. Mai 1850), die Tochter des Hofgerichtsrats Justus Friedrich Wigand. Aus der Ehe gingen die Söhne Georg Friedrich Carl Arnold Leopold Waldeck  und Friedrich Carl Wilhelm Waldeck hervor. Johann Jacob Leonhardi und Karl Wigand waren Schwäger.
Waldeck besuchte von 1785 bis 1795 das Landesgymnasium in Korbach und studierte dann Rechtswissenschaften in Gießen. Am 18. August 1798 wurde er Advokat und war von 1798 bis 1817 zugleich Amtmann für den Grund Astinghausen und Düdinghausen. Ab 1801 wird er als Hauseigentümer in Korbach genannt. 1806 wurde er Hofgerichtsassessor und Rat und am 10. Januar 1810 Hofgerichtsrat. 1810 erhielt er den Titel Hofrat und wurde am 7. Dezember 1811 Geheimer Hofrat am Hofgericht in Korbach. Vom 4. Juli 1816 bis zum 2. Januar 1817 war er Oberappellationsgerichtsrat am Oberappellationsgericht Wolfenbüttel.
Von 1787 bis 1790 und erneut von 1811 bis 1814 war er (Ober-)Bürgermeister der Stadt Korbach. Damit verbunden war er von 1787 bis 1790 und ab dem 9. Juni 1806 sowie von 1811 bis 1814 Waldeckischer Landstand.

## Werke
- Controversen-Entscheidungen des Gemeinschaftlichen Oberappellationsgerichts des Herzogthums Braunschweig und der Fürstenthümer Waldeck, Pyrmont, Lippe und Schaumburg-Lippe zu Wolfenbüttel (Band 1: 1827, der zweite Band ist aufgrund seines Todes nicht erschienen).